# 荒木幸雄
荒木 幸雄（あらき ゆきお、1928年3月10日 - 1945年5月27日）は、群馬県桐生市出身の大日本帝国陸軍軍人、操縦士、陸軍特別攻撃隊第72振武隊員。
「子犬を抱いた少年兵」（右図）の写真で知られる。

## 生涯
1928年（昭和3年）3月10日、桐生市宮前町で菓子屋を営む荒木丑次・ツマの次男として生まれる。
1940年（昭和15年）3月、桐生市西小学校を卒業。翌年、太平洋戦争(大東亜戦争)が始まる。
1943年（昭和18年）3月5日、海軍飛行予科練習生（予科練）試験に合格するも、その後の入隊時の身体検査で不合格となった。そのため体を鍛えて同年8月に陸軍少年飛行兵（15期乙）試験を受けて合格。同年10月1日に東京陸軍少年飛行兵学校に入校し、さらに大刀洗陸軍飛行学校甘木生徒隊（福岡県）に入った。
戦局の悪化によって1年の課程を半年で習得する事態にあったが、荒木は学問（地理学・気象学）・飛行訓練に優れた才能を存分に発揮。1944年（昭和19年）3月21日の甘木生徒隊卒業式で陸軍航空総監賞を受けた。その後、目達原教育隊（佐賀県）に配属され、同年5月に初の単独飛行を行った。そして同年7月、目達原教育隊の卒業式で異例となる二度目の航空総監賞を受賞した。卒業後、佐藤睦男中尉のもと平壌の朝鮮第101部隊・第13教育飛行隊に配属され、九九式襲撃機による跳飛攻撃（爆弾を超低空飛行で投下する）の訓練を受けた。同年10月に兵長に進級した。
1945年（昭和20年）になり第23錬成飛行隊（元第13教育飛行隊）でも特攻隊3隊を編成することになり、同年3月30日に正式に編成され、荒木は第72振武隊（12機12名）の伍長に任命された。同年4月5日、家族との最後の別れのため桐生に帰省した。4月11日に各務原を出発して平壌に戻ったが、4月21日の転属命令で南京に向かった。ところが4月25日に済南で整備のため待機中に先発の5機が米軍機の急襲を受け、2機が撃墜されたため、残り10機は平壌に帰還するよう命じられた。
5月17日、目達原基地への進出を命じられ、西往寺を宿舎として待機。第72振武隊の荒木伍長ほか少年飛行兵第15期出身者等は「ほがらか部隊｣を自称し、隊長である佐藤睦夫中尉指揮の元、出撃までを過ごした。5月25日には最前線の万世飛行場（吹上浜）に出発した。5月26日は発進の命令が下った日で、「子犬を抱いた少年飛行兵」の写真は荒木が同日午後2時頃に飛行機に爆弾を取り付ける作業を見守っていたところ、整備隊長が拾ってきた犬が現れたところを朝日新聞記者が撮影したものである。この日は沖縄が悪天候だったため出撃は延期となった。
5月27日午前5時、第七二振武隊は万世飛行場から出撃し、午前7時40分頃に沖縄本島東方沖の北緯26度25分、東経128度30分でレーダー駆逐艦2隻と支援艦艇群を発見し突入したとみられている。この一連の攻撃で駆逐艦「ブレイン」（USS Braine, DD-630）は大破炎上し荒木も戦死した。享年17。荒木は4階級特進により少尉、金鵄勲章（功4級）、勲六等単光旭日章授与。
家族に公式に通知されるのは、終戦後の昭和20年11月30日付の死亡告知書で12月半ば過ぎであった。
出撃前夜、荒木は父に自らの遺書や毛髪、飛行服の袖に縫い付けてあった隊のシンボルマークを封筒で送っており、のちに袖マークなどの遺品は万世特攻平和祈念館に寄贈された。桐生に残された墓には髪と爪だけが残っている。

## 遺書
荒木が出撃を前に、父に宛てた遺書が残っている。以下
```
　　　　　　　　　陸軍伍長 荒木幸雄

最后の便り致します
其後御元気の事と思ひます
幸雄も栄ある任務をおび
本日出発致します。
必ず大戦果を挙げます
桜咲く九段で会う日を待って居ります
どうぞ御身体を大切に
弟達及隣組の皆様にも宜敷く さようなら
```